# Zaświaty

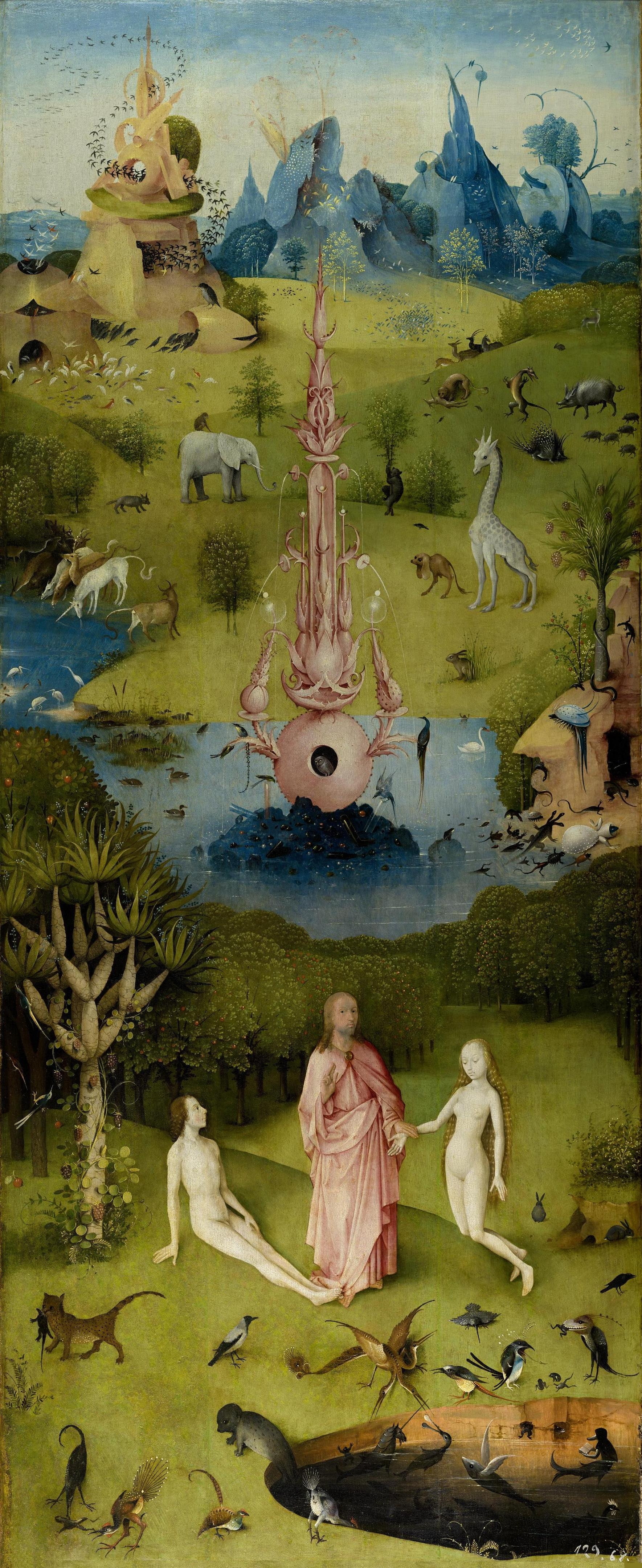
Tryptyk „Ogród rozkoszy“: Ogród Eden Hieronim Bosch

Zaświaty – w wierzeniach religijnych oznacza świat (lub światy) istniejący poza przestrzenią dostępną bezpośredniej percepcji wyznaczony najczęściej poprzez konkretny model kosmosu dla różnych ludów lub obszarów świata. 
Zaświaty mają charakter wieczny niezniszczalny (Raj) i zniszczalny (boskie lata w mitologii indyjskiej). Krainy zaświatów mają swoje granice przestrzenne i można je opisać i nadać konkretne cechy. Ich opis często jest symboliczny jednakże bogaty w szczegóły topograficzne lub w opisy funkcjonalności krainy. Zaświaty o cechach wzorowanych na realnych obszarach geograficznych określane są jako krainy mityczne (np. miasta, ogrody, osady). Zaświaty, gdzie w opisie kładzie się nacisk na funkcjonalność krainy, są pojmowane jako stan a nie jako miejsce. 
W większości kultur zaświaty są związane ściśle z modelem kosmosu. Modele takie mają najczęściej swoje centrum (pępek świata) przez który przechodzą osie orientujące kierunki wszechświata. Poniżej linii poziomej umieszczone są najczęściej krainy o cechach negatywnych (dolny świat) choć niekiedy bywają wyjątki. Ważnymi elementami zaświatów jest drzewo i góra kosmiczna. Wyznaczają one oś kosmiczną wokół której roztaczają się różne światy. Najczęściej przedstawione są jako modele trzech, siedmiu lub dziewięciu pięter.

## Zaświaty w kulturach

### Zaświaty w kulturach Wschodu Starożytnego
Sumer
- Dilmun
- Kur (zwany również jako Ki-Gal) - jest światem podziemnym

Babilon
- Arall

### Mitologia słowiańska
W kategorii mitologii słowiańskiej pojęcie to dotyczy najczęściej Nawii i Wyraju. Życie pozagrobowe uznawano u Słowian za ciąg dalszy doczesnego. Z tego względu na drogę zmarłemu dawano to co najpotrzebniejsze z pokarmu, odzieży czy broni.

### Chrześcijaństwo
W kategorii religii chrześcijańskiej pojęcie to dotyczy najczęściej piekła (w tym otchłani) i nieba (w katolicyzmie dodatkowo czyśćca, a w prawosławiu mytarstwy).